# Peyrusse-Vieille
Peyrusse-Vieille település Franciaországban, Gers megyében. Lakosainak száma 64 fő (2022. január 1.). Peyrusse-Vieille Couloumé-Mondebat, Gazax-et-Baccarisse, Louslitges, Peyrusse-Grande és Saint-Pierre-d’Aubézies községekkel határos.

## Népesség
A település népességének változása:
| Lakosok száma | 143  | 111  | 99   | 72   | 77   | 76   | 70   | 67   | 65   | 64   |
|               | 1968 | 1982 | 1990 | 2006 | 2013 | 2015 | 2017 | 2019 | 2020 | 2022 |